# Teixit connectiu lax
El teixit connectiu lax o teixit conjuntiu lax, en llatí: textus connectivus laxus, en anglès: Loose connective tissue, és una categoria de teixit connectiu la qual inclou el teixit areolar, el teixit reticular i el teixit adipós.
En altres casos, "teixit connectiu lax" es considera una categoria que inclou el teixit connectiu mucós, el teixit connectiu reticular i el teixit adipós.
És un tipus de teixit molt abundant en l'organisme dels vertebrats, l'origen del qual prové del mesènquima. Les cèl·lules del mesoderm són pluripotents, donant lloc a altres tipus cel·lulars, com són el teixit conjuntiu, teixit cartilaginós, teixit ossi i teixit cordal. Contenen un baix percentatge de fibres (hi predomina la fibra de colagen), alguns fibroblastss, macròfags i substància fonamental de la matriu extracel·lular.

## Classificació
Els teixits connectius laxs es subdivideixen segons que es trobin a l'embrió (mesènquima i teixit connectiu mucós) i els que hi en l'adult. També s'anomena teixit connectiu.

## Localització
El teixit connectiu lax està molt vascularitzat. Es troba localitzat sota dels epitelis, en la mucosa i submucosa de la paret del tub digestiu, del sistema urinari i del respiratori.

## Funció
El teixit connectiu lax actua com un suport i aliniador cel·lular i hormonal donat que ejacula una substància anomenada segregina, encarregada de la reproducció d'hormones. Forma la dermis de la pell, farceix o envolta nombrosos òrgans, a més de nodrir-los. També tenen una funció defensiva.